# Amtsbezirk Hagenberg
Der Amtsbezirk Hagenberg war ein Amtsbezirk im Kreis Sonderburg in der Provinz Schleswig-Holstein.
Der Amtsbezirk wurde 1889 gebildet und umfasste die vier Gemeinden Brandsbüll, Hagenberg, Lauensby und Lunden-Elsmark. 1920 wurde der Amtsbezirk aufgelöst und die Gemeinden aufgrund der Volksabstimmung in Schleswig an Dänemark abgetreten. Der frühere Amtsbezirk entspricht der sodann gebildeten dänischen Kirchspielsgemeinde Havnbjerg Sogn.